# 哈麗艾特·史密森
哈麗艾特·康斯坦斯·史密森（英語：Harriet Constance Smithson；1800年3月18日—1854年3月3日），著名莎士比亞作品女演員，也以艾克托·白遼士首任妻子的身分為人熟知。

## 生平
哈麗艾特·史密森在1800年3月18日生於愛爾蘭克萊爾郡恩尼思，其父威廉·約瑟·史密森（William Joseph Smithson）是一名演員、戲院掌班，英格蘭格洛斯特人，母親則是一位姓名成謎的女演員。:196其家庭成員尚有兄弟約瑟·史密森和一名同樣姓名不詳的姊妹。:1961801年10月，哈麗艾特被留給Drumcliffe教區愛爾蘭教堂牧師、日後的Killaloe教長Reverend James Barrett照顧。Barrett成為其監護人，並將之視為自己的女兒般疼愛。Barrett在1808年2月16日逝世以後，史密森家把她送到位在沃特福德的一間寄宿學校。
1814年5月27日，史密森以符雷德利克·雷諾德士《The Will》一作中的角色Albina Mandevill在都柏林出道。其演出獲得普遍欣賞，《Freeman's Journal》也給了她肯定的評論。
艾克托·白遼士在奥德翁剧院看到了史密森飾演的朱麗葉·凱普萊特和歐菲莉亞，對她一見鍾情。儘管對史密森毫無認識，白遼士仍寫情書給她，甚至有一陣子搬到她上班途中會經過的公寓居住，以便每天看到她。1831年秋，史密森受邀聆賞白遼士為她所作的《幻想交響曲》，為之感動，10個月後與白遼士在巴黎的英國大使館結婚。
晚年的史密森身體癱瘓，幾乎無法移動身體或說話。1854年3月3日，她在聖文聖街的家中逝世，死後葬於聖文森公墓。白遼士後來在聖文森重新開發時將其移葬到蒙馬特公墓。